# Atmosféra Venuše

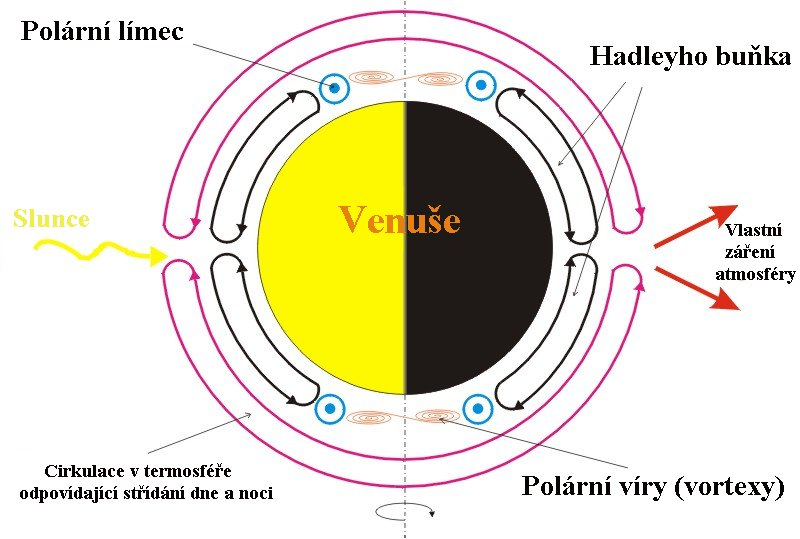
Základní schéma atmosférické cirkulace Venuše

Venušina atmosféra se skládá především z oxidu uhličitého a malého množství dusíku. Předpokládá se, že atmosféra vznikla z části odplyněním vystupujícího magmatu.
Tlak na povrchu je více než 90× větší než na Zemi (je ekvivalentní tlaku na Zemi v hloubce 1 km pod hladinou oceánu).

## Teploty na Venuši
Atmosféra extrémně bohatá na CO2 způsobuje mohutný skleníkový efekt, který zvyšuje teplotu povrchu na více než 400 °C, v oblastech poblíž rovníku dokonce až na 500 °C. Venušin povrch je tedy teplejší než Merkurův, přestože je ve více než dvojnásobné vzdálenosti od Slunce a přijímá tedy jen 25 % slunečního záření (2613,9 W/m² v horní vrstvě atmosféry, ale jen 1071,1 W/m² na povrchu).
Díky tepelné setrvačnosti a proudění v husté atmosféře se teplota na denní a noční straně Venuše výrazně neliší, ačkoliv je její rotace extrémně pomalá (méně než 1 otočka během Venušina roku; na rovníku rotuje Venušin povrch rychlostí pouze 6,5 km/h). Větry v horní vrstvě atmosféry obkrouží planetu za pouhé 4 (pozemské) dny a napomáhají tak rozvodu tepla.

### Skleníkový efekt

Schéma ukazuje skleníkový efekt na planetě

Sluneční záření je na povrchu Venuše velmi zeslabeno, protože tlustá vrstva mraků odráží většinu slunečního svitu zpět do vesmíru. To brání dalšímu ohřívání Venušina povrchu a způsobuje, že bolometrické albedo dosahuje přibližně 60 % a albedo ve viditelném rozsahu světla je ještě vyšší. Ačkoliv je Slunci blíže než Země, povrch Venuše není tak dobře ohříván a ještě méně osvětlen. Bez skleníkového efektu by se teplota povrchu Venuše velmi podobala Zemi. Běžným nedorozuměním ohledně Venuše je mylná víra, že je to silná vrstva mraků, která zadržuje teplo. Opak je pravdou. Povrch planety by byl mnohem teplejší, kdyby pokrývka mraků neexistovala. Je to pouze ohromné množství CO2 v atmosféře, co způsobuje zadržování tepla mechanismem skleníkového efektu. Oxid uhličitý ve Venušině atmosféře poprvé zjistili astronomové Walter S. Adams a Theodore Dunham v roce 1932 na Mount Wilson Observatory pomocí spektroskopie. I když jejich měření ukazovala, že je na Venuši tohoto plynu značné množství, teprve kosmický výzkum umožnil určit, že je to plyn, který v atmosféře značně převládá nad jinými.

### Atmosféra
V horních vrstvách atmosféry vanou silné větry o rychlosti 350 km/h, na povrchu jsou však větry velmi slabé, jejichž rychlost nepřesahuje několik kilometrů v hodině. Na druhé straně, vzhledem k vysoké hustotě Venušiny atmosféry na povrchu, působí i tyto pomalé větry na překážky velmi silně. Mraky, které se skládají především z oxidu siřičitého a kapiček kyseliny sírové, zcela obklopují planetu a skrývají lidskému oku veškeré detaily povrchu. Vrcholky mraků mají teplotu přibližně −45 °C.

### Teplota povrchu
Zpočátku se soudilo, že teplota na povrchu Venuše by mohla být příznivá pro vznik života, až do počátku 60. let 20. století se teplota odhadovala kolem 50 °C a teprve v roce 1965 se ještě na základě pozemských měření došlo k závěru, že teplota je značně vysoká, okolo 300 °C. V současnosti je průměrná teplota povrchu Venuše, jak ji určila NASA, 464 °C. Minimální teplotu mají právě vrcholky mraků, teplota na povrchu nikdy neklesá pod 400 °C.